# Mark Mampassi
Mark Rene Mampassi (ukrainisch Марк Рене Мампассі; * 12. März 2003 in Donezk) ist ein ukrainisch-russischer Fußballspieler.

## Karriere

### Verein
Mampassi begann seine Karriere bei Schachtar Donezk. Im Oktober 2020 stand er gegen den FK Lwiw erstmals im Profikader von Schachtar, kam allerdings nicht zum Einsatz. Im Februar 2021 wurde er an den Ligakonkurrenten FK Mariupol verliehen. Dort debütierte er im März 2021 gegen Worskla Poltawa in der Premjer-Liha. Bis zum Ende der Saison 2020/21 kam er zu sechs Einsätzen in der höchsten ukrainischen Spielklasse. Zur Saison 2021/22 wurde die Leihe um ein weiteres Jahr verlängert. Bis zur Winterpause kam er zu 15 Einsätzen für Mariupol.
Im Januar 2022 wechselte der Innenverteidiger nach Russland zu Lokomotive Moskau. Bis Saisonende kam er zu elf Einsätzen in der Premjer-Liga für Lok. In der Saison 2022/23 absolvierte er bis zur Winterpause sieben Partien, ehe er im Februar 2023 in die Türkei an Antalyaspor verliehen wurde. Dort blieb er jedoch im Laufe der Rückrunde ohne Ligaeinsatz, woraufhin er im Sommer zunächst wieder nach Moskau zurückkehrte. Im September 2023 wechselte er auf Leihbasis zum belgischen Erstligisten KV Kortrijk. Er bestritt dort 29 von 32 möglichen Ligaspielen und ein Pokalspiel.
Nach Ende der Ausleihe kehrte er zunächst nach Lokomotive Moskau zurück, bevor Mitte Juli, ohne dass er ein Spiel für Moskau bestritten hatte, eine neue Ausleihe zu Kortrijk mit Kaufoption für die Saison 2024/25 vereinbart wurde.

### Nationalmannschaft
Mampassi spielte ab August 2019 elfmal für die ukrainische U-17-Auswahl. Im Oktober 2021 debütierte er im U-19-Team.

## Persönliches
Mampassi erhielt nach seinem Wechsel nach Moskau einen russischen Pass.